# Klępino Białogardzkie
Klępino Białogardzkie (deutsch Klempin) ist ein Ortsteil der polnischen Gemeinde Białogard im Powiat Białogardzki.

## Geographische Lage
Klępino Białogardzkie liegt sechs Kilometer südöstlich von Białogard an einer Nebenstraßenverbindung nach Bukówko (Neu Buckow)/Wojewodschaftsstraße 167 Koszalin (Köslin) – Tychowo (Groß Tychow). Nächste Bahnstation ist Białogard. „Wahrzeichen“ des Dorfes ist der ehemals so genannte „Klempiner Berg“, der aus der relativ flachen Feldmark in 74 Meter Höhe emporragt.

## Ortsgeschichte
Das Dorf Klempin wird schon am 2. August 1299 im Zusammenhang mit der Verleihung des lübischen Rechts an die Stadt Belgard durch den pommerschen Herzog Bogislaw IV. erstmals urkundlich erwähnt. Im Jahre 1454 erhält die Stadt Belgard Klempin als Kämmereidorf von Herzog Erich I. als Geschenk. Erst in der Franzosenzeit und dank der Reformen des Freiherrn vom Stein wurde diese Abhängigkeit durch Edikte aus den Jahren 1807 und 1811 aufgehoben.
Ein Großfeuer vernichtete am Sonntag, 31. August 1930 fast das halbe Dorf. Verursacher waren Kinder, die mit Streichhölzern gespielt hatten.
In der Mitte des 19. Jahrhunderts lebten 30 Familien mit 177 Mitgliedern im Ort. Es gab 16 Wohnhäuser, ein Schulhaus und 37 Wirtschaftsgebäude. Bis 1939 stieg die Einwohnerzahl unwesentlich auf 195 Personen mit 45 Haushaltungen. Die Gemeindefläche umfasste im Jahre 1931 623 Hektar.
Von 21 Betrieben wurden die landwirtschaftlichen Flächen bewirtschaftet. Das Handwerk war mit einer Tischlerei und einer Schmiede vertreten, der Handel mit einer Fleischerei und einem Lebensmittelladen. Beide Geschäfte allerdings mussten bei Kriegsbeginn 1939 schließen.
Klempin gehörte zum Amts- und Standesamtsbezirk Pumlow. Das zuständige Amtsgericht war Belgard. Letzte Amtsinhaber vor 1945 war Werner Haeger  Bürgermeister.
Am 4. März 1945 ging die Dorfbevölkerung bis auf einige wenige Personen vor den herannahenden Truppen der Roten Armee auf die Flucht. Die Soldaten drangen einen Tag später in das Dorf ein, große Schäden gab es nicht. Allerdings gab es im Nachhinein zahlreiche Gebäudezerstörungen und menschliche Verletzungen durch die Willkür der Soldaten. Im November 1945 begann die Vertreibung der ansässigen Bevölkerung, das Dorf Klempin kam als Klępino Białogardzkie an Polen und gehört heute zur Landgemeinde (gmina wiejska) Białogard.

## Kirche
Klempin gehörte zum Kirchspiel Siedkow, zu dem auch die Kirchengemeinde Pumlow und die eingepfarrten Dörfer Darkow und Dubberow (mit der Kapelle in Klein Dubberow) gehörten. Damit gehörte der Ort zum Kirchenkreis Belgard in der Kirchenprovinz Pommern der Evangelischen Kirche der Altpreußischen Union. Im Jahre 1940 gehörten zum Kirchspiel 2151 Gemeindeglieder.
Heute liegt Klępino Białogardzkie in der Parochie Koszalin (Köslin) im Bereich der Diözese Pommern-Großpolen der Evangelisch-Augsburgischen Kirche in Polen.

## Schule
Eine ie einklassige Volksschule existierte sein Mitte des 19. Jahrhunderts.